# ویک متکالف
ویک متکالف (به انگلیسی: Vic Metcalfe) بازیکن فوتبال زادهٔ ۳ فوریه ۱۹۲۲ اهل کشور انگلستان که سابقهٔ بازی در تیم ملی فوتبال انگلستان را در کارنامهٔ خود دارد. وی در تاریخ ۹ مه ۱۹۵۱ نخستین بازی ملی خود را در مقابل تیم ملی فوتبال آرژانتین انجام داد و با حضور در ۲ بازی ملی، در تاریخ ۱۹ مه ۱۹۵۱ واپسین بازی ملی‌اش را در برابر تیم ملی فوتبال پرتغال برگزار کرد.